# Carumonam
Carumonam este un antibiotic din clasa monobactamelor.